# Flateyri
Flateyri é uma localidade na Islândia. Em 2018 tinha uma população de cerca de 177 habitantes.